# Kołobrzeg Radzikowo
Kołobrzeg Radzikowo – przystanek osobowy w Kołobrzegu w województwie zachodniopomorskim. Zlokalizowany jest przy ul. Grzybowskiej. Otwarcie przystanku nastąpiło 10 marca 2024 roku.